# Irwin Shaw
Irwin Shaw (született Irwin Gilbert Shamforoff) (New York, 1913. február 27. – Davos, Svájc, 1984. május 16.) amerikai regény- és drámaíró, novellista.

## Élete
Dél-bronxi (New York) orosz zsidó emigráns családba született, majd nem sokkal később családja Brooklynba költözött. Nevét a középiskolába való felvétel idején változtatta meg. Ifjúkorát nagyrészt Brooklynban töltötte, 1934-ben a Brooklyn College-ban szerzett B.A. Bachelor of Arts diplomát.
Irwin Shaw élete során számos díjat elnyert, többek között két O. Henry-díjat és három Playboy-díjat.
1984-ben 71 évesen Davosban hunyt el.

## Művei

### Regények
Bevonult a hadsereghez, szolgált a második világháborúban. Első regénye az Európában szerzett háborús tapasztalatairól szól (Oroszlánkölykök (The Young Lions), 1949). Az igazi sikert is ez az antimilitarista, antifasiszta háborús regénye hozta meg, amely három katona, egy osztrák, egy amerikai értelmiségi és egy zsidó életútját fonja egybe. 1958-ban sikert hozott a megfilmesítés, maga az író azonban nem volt vele igazán elégedett.
A mccarthyzmus megjelenését feldolgozó The Troubled Air 1951-ben látott napvilágot. Ott volt a legfelsőbb bíróságnak szóló petíció aláírói között, melyben követelték a John Howard Lawson és Dalton Trumbo elleni, az Amerika-ellenes tevékenységek bizottságának meghallgatásán alapuló vád felülvizsgálatát. Kommunistának bélyegezték, Hollywoodban feketelistás lett. 1951-ben elhagyta az USA-t, élete hátralevő részét főleg Párizsban és Svájcban töltötte. Ebben ez évtizedben még néhány forgatókönyvet írt (Desire Under the Elms, Fire Down Below).
Európában több bestseller szerzője lett (Lucy Crown (1956), Két hét a másik városban (Two Weeks in Another Town) (1960), Gazdag ember, szegény ember (Rich Man, Poor Man) (1970) (amelynek később Beggarman, Thief címen írta meg a kevésbé sikeres folytatását), Evening in Byzantium.

### Novellák
Novellaszerzőként publikált a Collier's, Esquire, Playboy, The Saturday Evening Post és más magazinokban 63 válogatott novellája Short Stories: Five Decades (Delacorte, 1978) is megjelent (2000-ben utánnyomták). Három novelláját (The Girls in Their Summer Dresses, The Monument, The Man Who Married a French Wife) a PBS számára Great Performances címen dramatizálták.

### Rádió
21 évesen 1935-ben kezdett el rádiójátékokat írni, például Dick Tracy, The Gumps, Studio One. Életének erről az időszakáról mintázta a Main Currents of American Life című novellájának főhősét, aki szavanként számolja, hogy mennyit kereshet egy rádiójáték szövegkönyvén: „Furniture, and a hundred and thirty-seven dollars. His mother had always wanted a good dining-room table. She didn't have a maid, she said, so he ought to get her a dining room table. How many words for a dining-room table?”
Hősi halált haló katonák egy csoportjáról szól első, 1936-os darabja a Temessétek el a holtakat (Bury the Dead). Az 1940-es években filmekhez ír (Talk of the Town, The Commandos Strike at Dawn, Easy Living).

## Magyarul megjelent művei
- Oroszlánkölykök; ford. Vajda Miklós, bev. Bodnár György; Zrínyi, Bp., 1959
- Irwin Shaw–Ronald Searleː Párizs! Párizs!; ford. Borbás Mária; Gondolat, Bp., 1981 (Világjárók)
- Gazdag ember, szegény ember. Regény; ford. Mészáros Klára; Árkádia, Bp., 1985
- Óhatatlan veszteségek. Regény; ford. Szűr-Szabó Katalin; Árkádia, Bp., 1987
- Pap, katona, kondás. Regény; ford. Szilágyi Tibor; Árkádia, Bp., 1988
- Fönn a csúcson; ford. Molnár István; Európa, Bp., 1992
- Pénz, szerelem, szépasszonyok; ford. Szántó Péter; Fabula, Bp., 1992
- Francia éjszakák; ford. Odze György; Fabula, Bp., 1992
- Mintaszerelem; ford. Détári István, Németh Anikó; Alexandra, Pécs, 1993
- Suttogás a sötétben; ford. Tirpákné B. Katalin, Détári István; Alexandra, Kozármislény, 1993
- Egy amerikai Rómában; ford. Odze György; Fabula, Bp., 1993
- A jótevő; ford. Gálvölgyi Judit; Fabula, Bp., 1993
- A nyár hangjai; ford. Vas Júlia; Novella, Bp., 1993
- Ha meghal a szeretet; ford. Odze György; Fabula, Bp., 1993
- Vegyespáros; ford. Németh Anikó; Fátum-ars, Bp., 1994
- Amerikai história; ford. Gálvölgyi Judit; Fabula, Bp., 1994
- New York-i éjszakák; ford. Németh Anikó; Fátum-ars, Bp., 1994
- Isten hozta városunkban; ford. Németh Anikó; Merényi, Bp., 1995
- Az átjáró; ford. Németh Anikó; Merényi, Bp., 1996
- Visszavonulás; ford. Tirpákné B. Katalin, Détári István; Merényi, Bp., 1996
- A háború árnyékában; ford. Németh Anikó, Tirpákné B. Katalin, Détári István; Merényi, Bp., 1997
- Hit a tengeren; ford. Németh Anikó; Merényi, Bp., 1998 (Bestseller sorozat)
- Sebesülten; ford. Németh Anikó; Könyvmíves, Bp., 2003
- Temetők városa; ford. Németh Anikó; Könyvmíves, Bp., 2004
- Izraeli riportok. Robert Capa 94 fotójával; ford. Résch Éva; Park, Bp., 2009
- Gazdag ember, szegény ember; ford. Mészáros Klára; 2. jav. kiad.; Kossuth, Bp., 2016
- Pap, katona, kondás; ford. Szilágyi Tibor; 2. jav. kiad.; Kossuth, Bp., 2017

## A műveiből készült filmek
- 1942 – A csintalan úriember (The Talk of the Town) – forgatókönyvíró
- 1949 – Easy Living – forgatókönyvíró
- 1951 – I Want You – forgatókönyvíró
- 1953 – A szerelem törvénye (Act of Love) – forgatókönyvíró
- 1958 – Oroszlánkölykök (The Young Lions) – történetíró
- 1958 – Vágy a szilfák alatt (Desire Under the Elms) – forgatókönyvíró
- 1962 – Egy amerikai Rómában (Two Weeks in Another Town) – történetíró